# Sunrise (skivmärke)

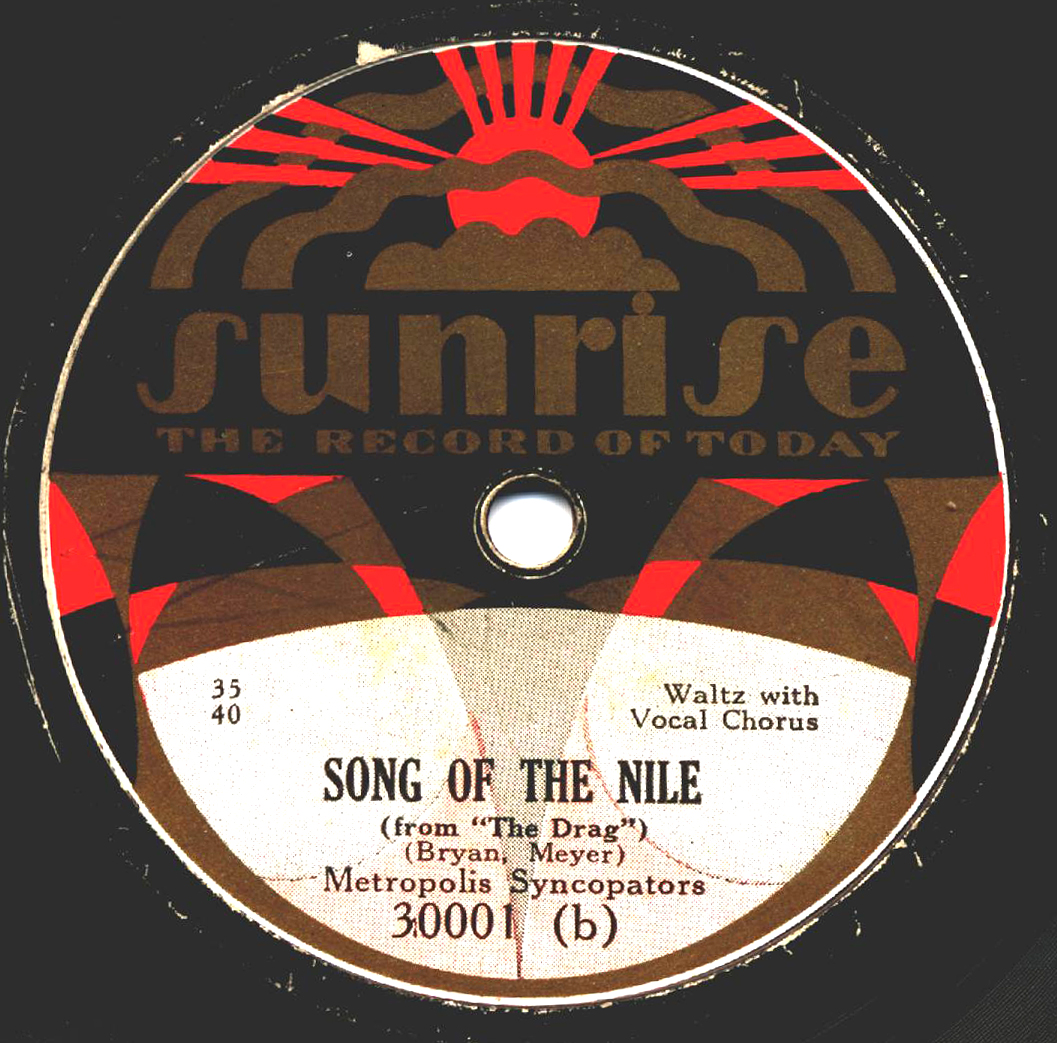
Etiketten till Sunrise nr 30001, troligen en av de allra första utgåvorna på denna märke.

Sunrise var ett av många skivmärken utgivna av det amerikanska skivbolaget Grey Gull under 78-varvareran.
Sunrise hör till ovanligaste och mest kortlivade av Grey Gulls många etiketter (jämför Radiex, Van Dyke med flera) och förefaller bara ha producerats under ungefär ett år från mitten av 1929 fram till dess att företaget lade ner all skivproduktion sommaren 1930. Allt material som utgavs på Sunriseetiketten torde också ha utkommit på andra märken inom Grey Gull-familjen, men till skillnad från de flesta övriga av dessa finns det ingen synbar eller logisk koppling mellan Sunriseutgåvornas katalognummer och katalognumren hos "moderetiketten". Sunriseskivorna utgavs i en 30000-, en 32000- och en 33000-serie. Det är inte känt huruvida märket producerades för någon speciell marknad, till exempel en viss varuhuskedja eller liknande.
Sunrise har en av de mest grafiskt påkostade etikettdesignerna av alla Grey Gulls märken och visar i art decoutförande en stiliserad soluppgång i olika nyanser av rött, guld och svart. Under namnet Sunrise står devisen "The record of today".